# Всеросійське кооперативне товариство

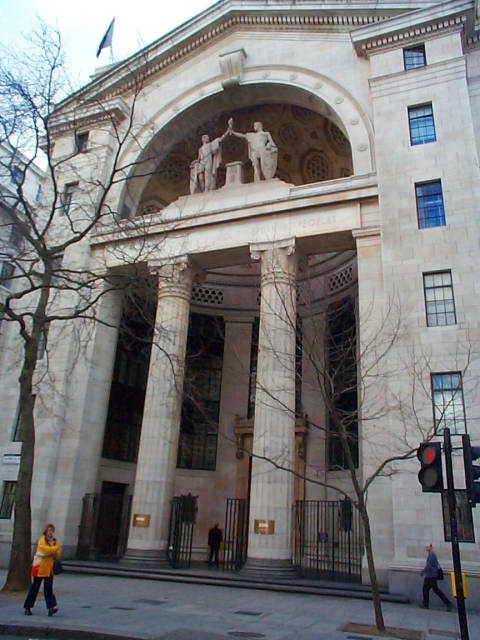
Будинок Буша, де розташовувалася штаб-квартира Arcos Ltd в Лондоні (1935)

Всеросійське кооперативне товариство (ARCOS або ARKOS, рос. АРКОС ) було головним органом, відповідальним за організацію англо-радянської торгівлі на початку існування Радянського Союзу, після розробки Нової економічної політики Володимира Леніна. Його штаб-квартира була розташована в Гемпстеді, Лондон. У 1927 році організація зазнала обшуку з боку британської влади, яка звинуватила компанію в тому, що вона слугувала прикриттям для підривної діяльності.

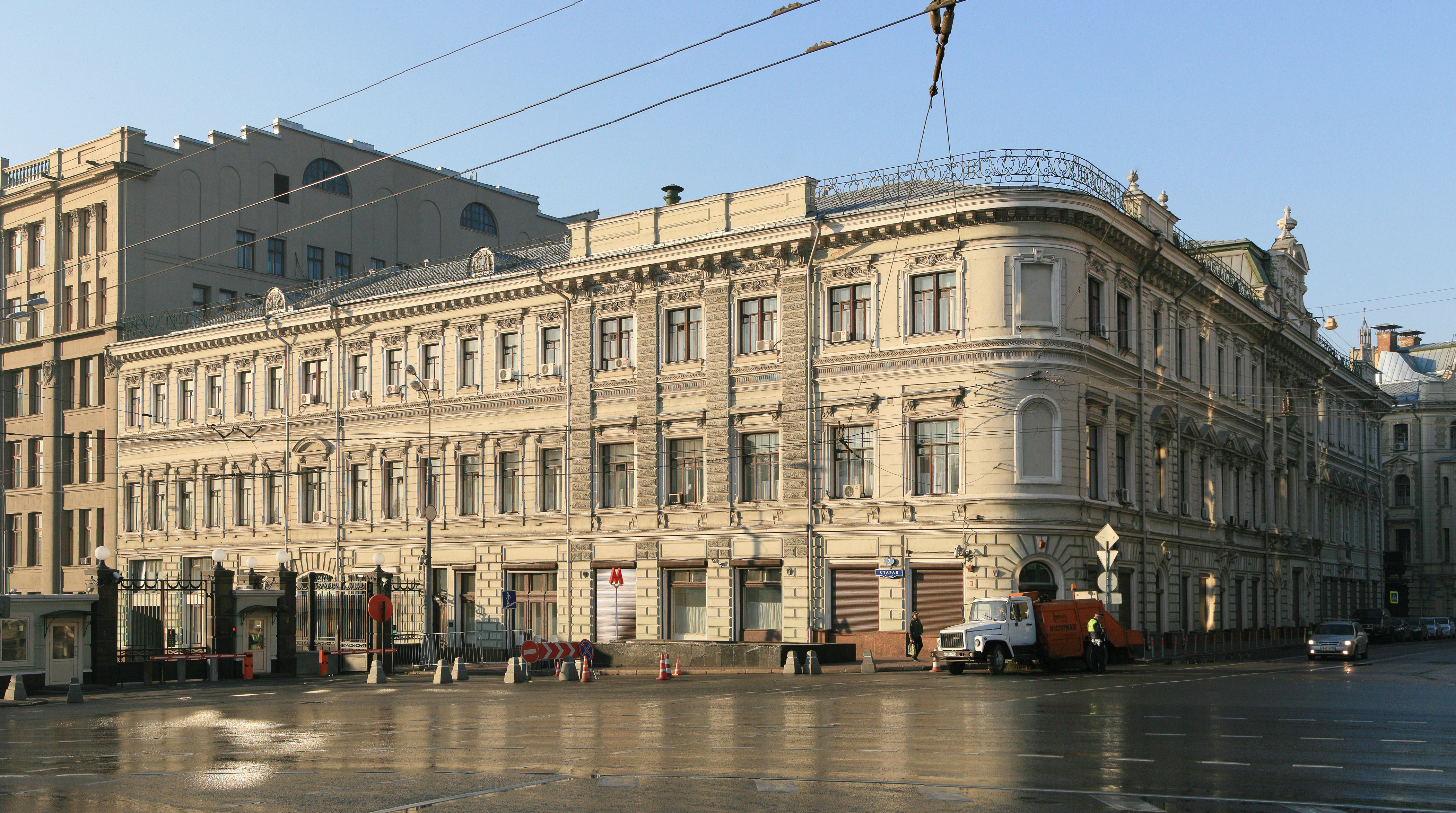
Перша штаб-квартира Аркос в Москві на Старій площі, 2 (1923), раніше штаб-квартира торгового дому, Московського купецького банку, Наркомату зовнішньої торгівлі СРСР, Головного відділу ЦК КПРС, нині частина комплексу об'єктів Адміністрації Президента Росії

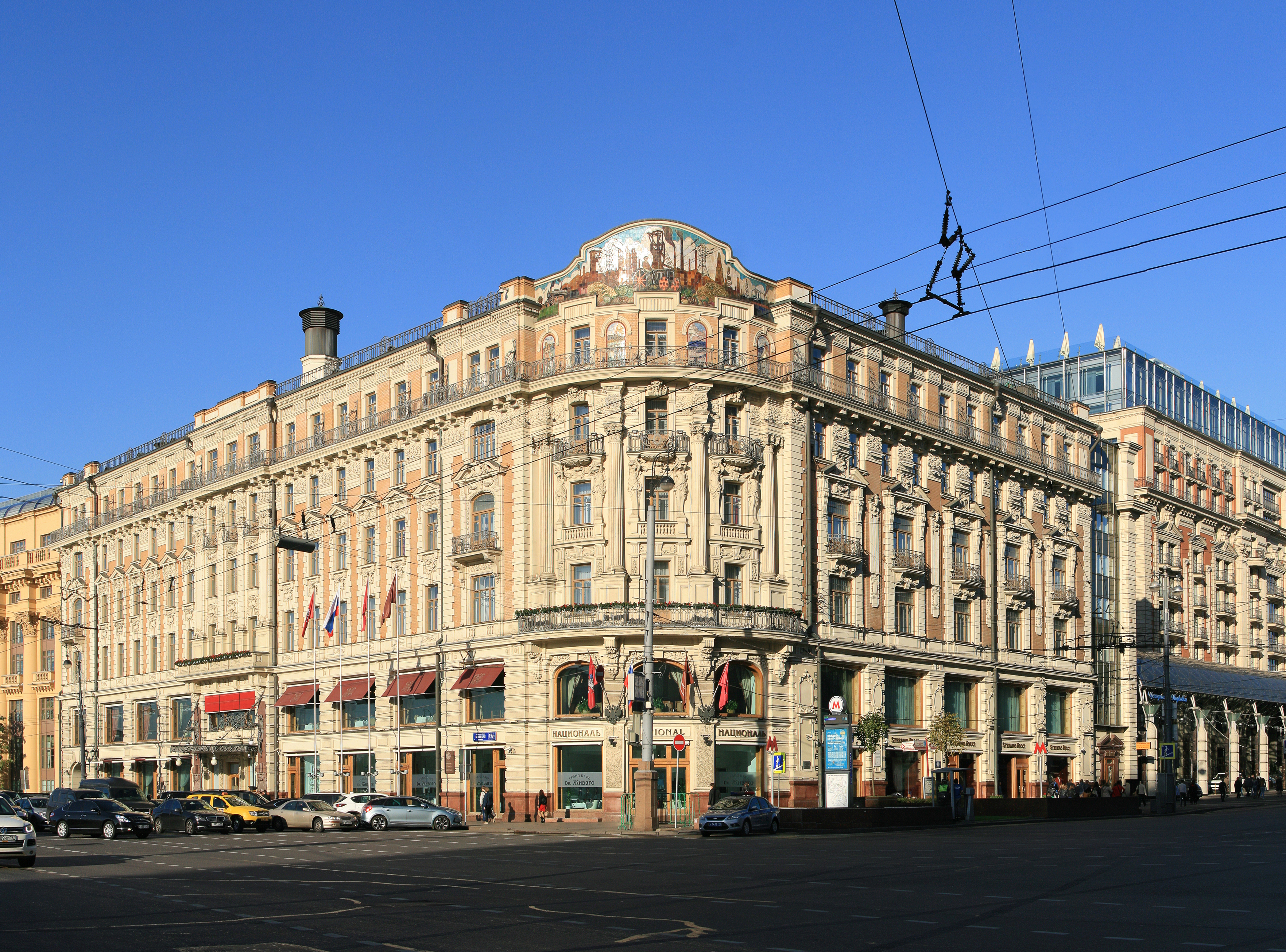
Друга штаб-квартира Аркос в Москві в готелі «Національний» на вул. Тверська 1 (1924)

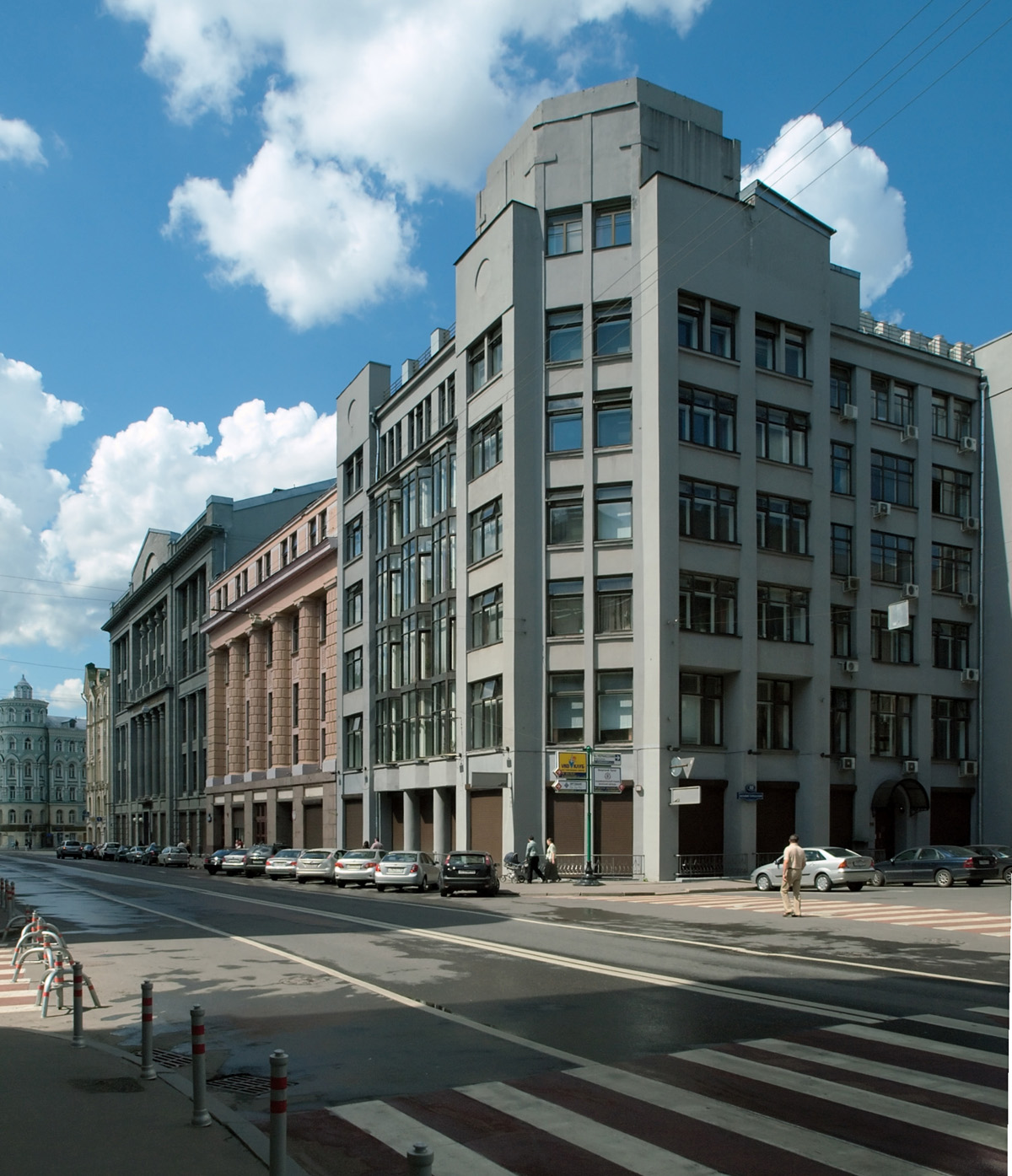
Будівля Аркос в Москві на Ільїнка 9-10 (1928-). Будинок зведений в 1927-1928 роках за проектом Маята Володимира Матвійовича

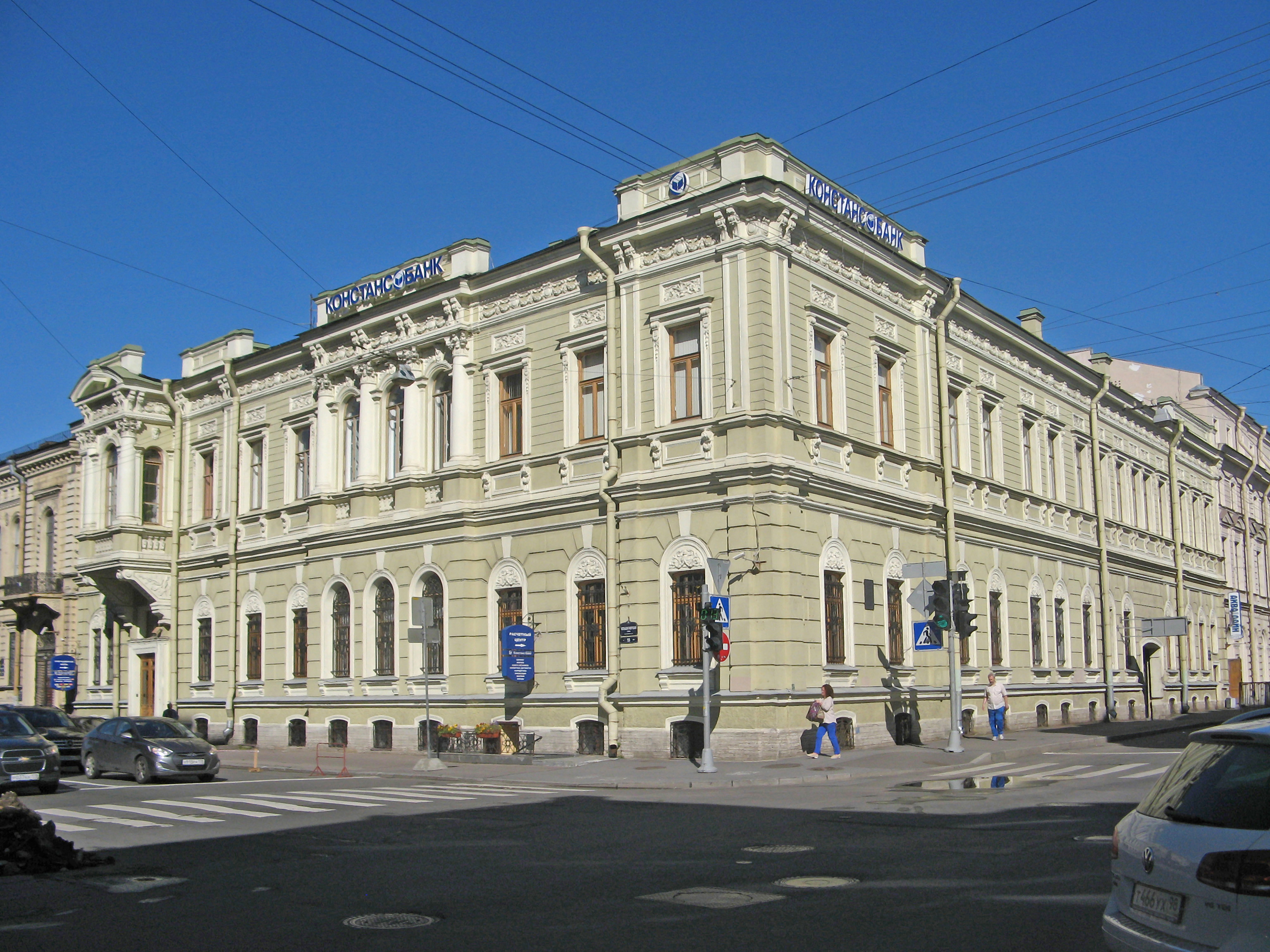
Перша штаб-квартира Аркос в Санкт-Петербурзі на вул. Б. Морської 55 (1923)

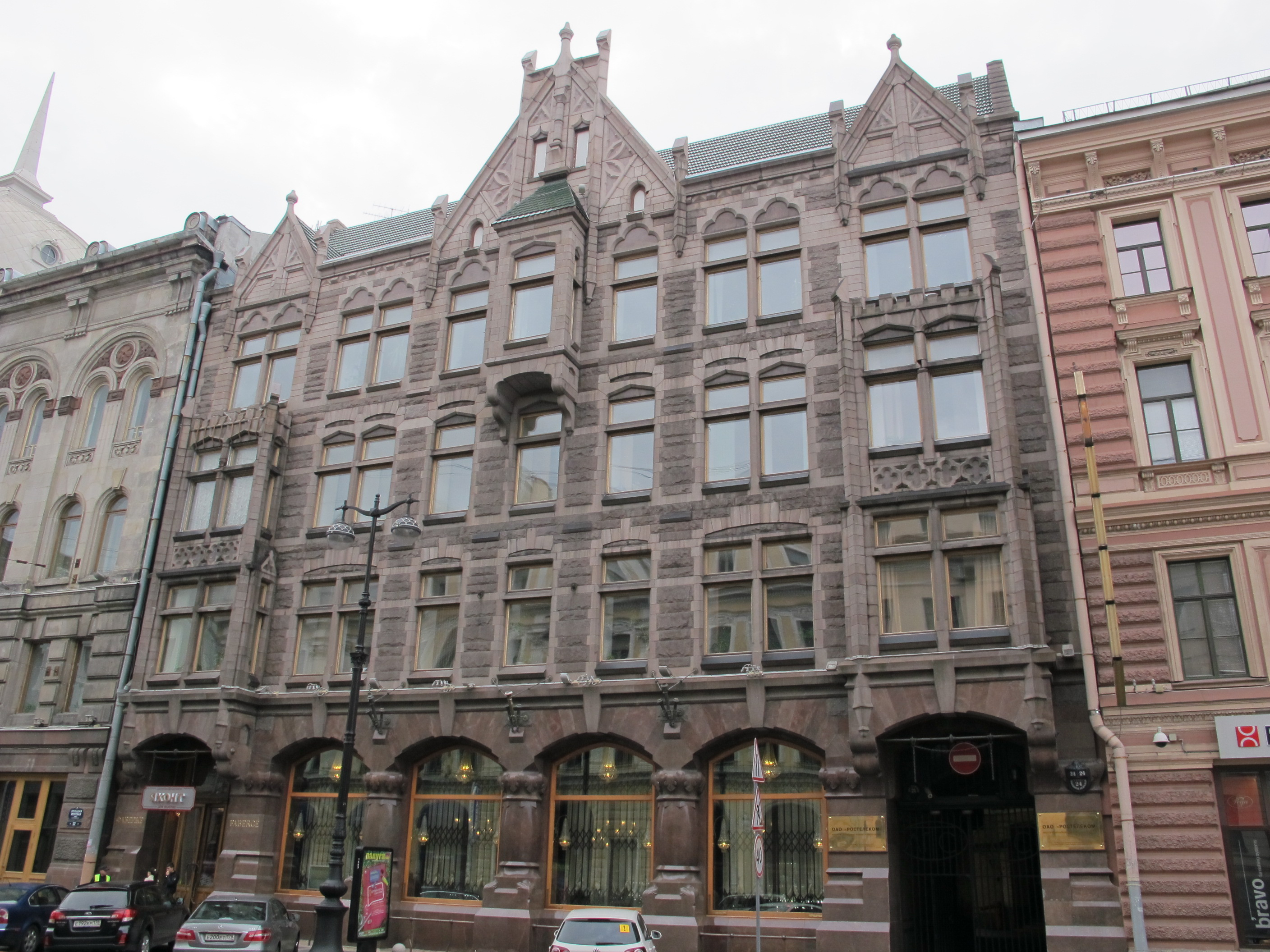
Штаб-квартира Arcos у Санкт-Петербурзі в будинку Фаберже (1924–1925)

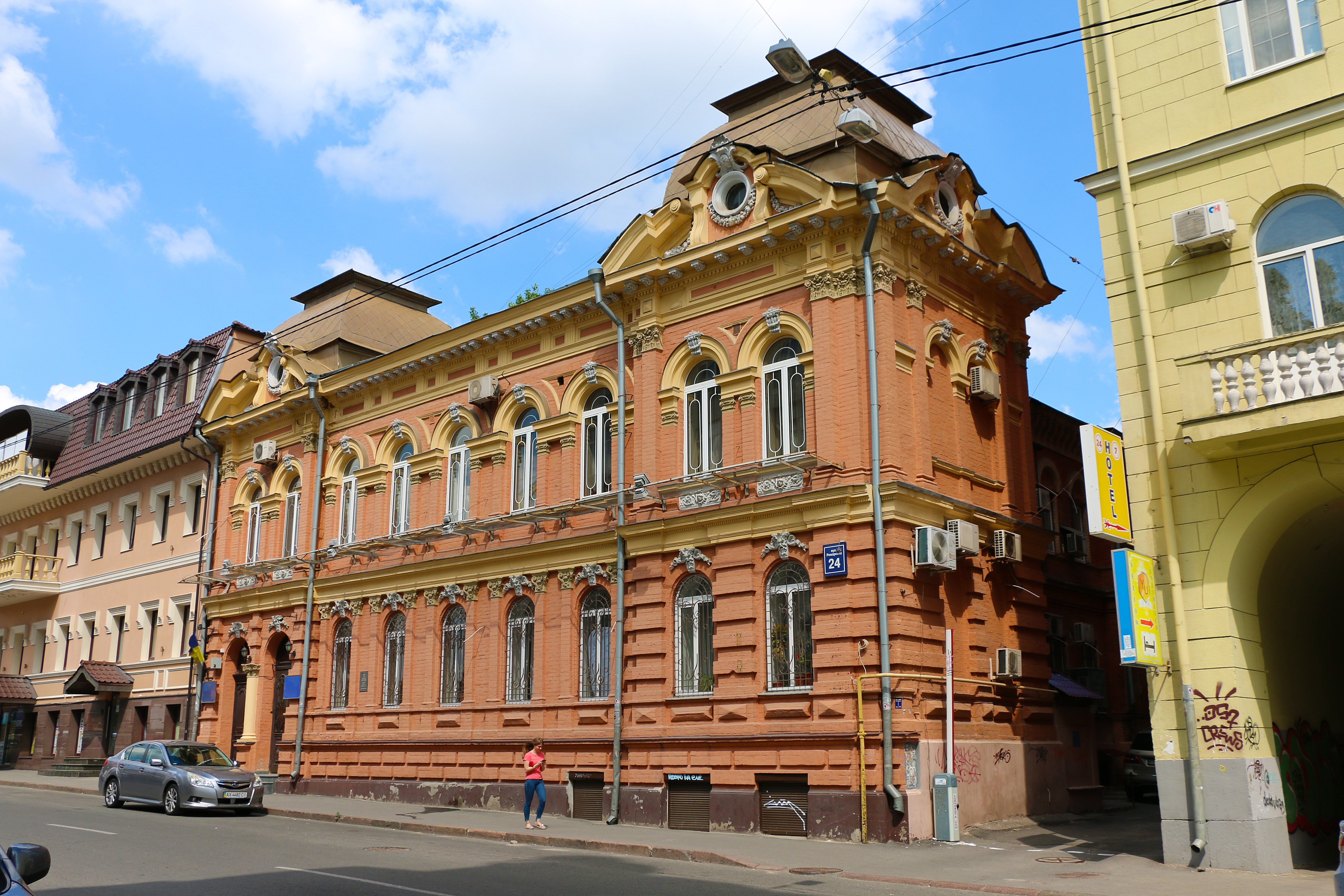
Головний офіс Arcos в Харкові за адресою: вул. Римарська 24 (1923)

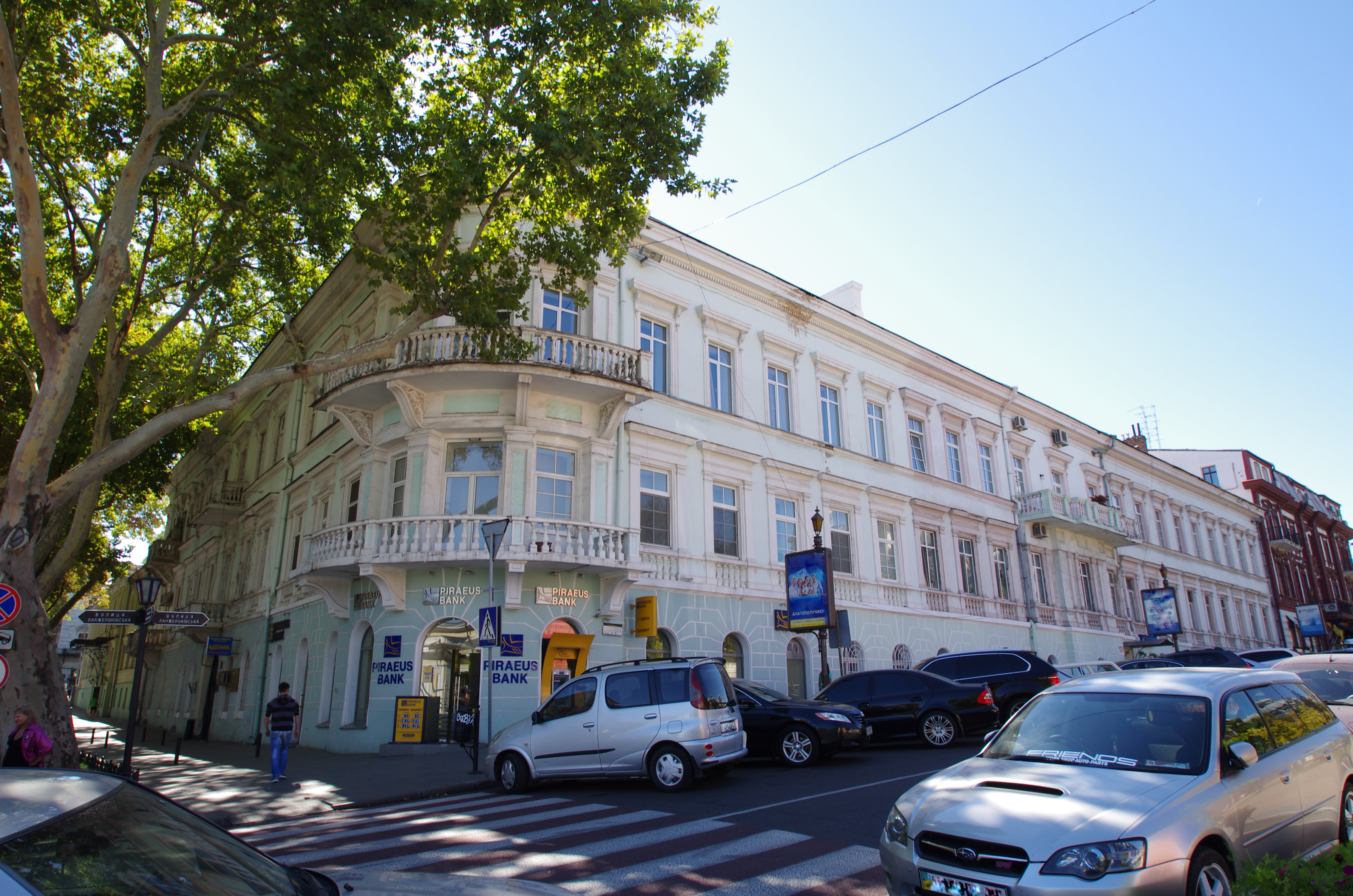
Головний офіс Arcos в Одесі за адресою вул. Пушкін 2 (1925)

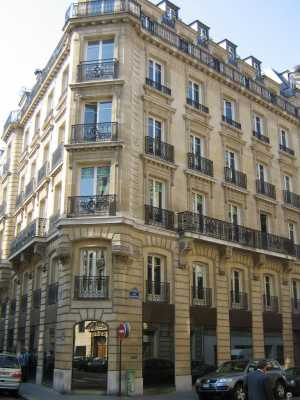
Штаб-квартира Arcos в Парижі на вулиці д'Асторж (1922-1924)

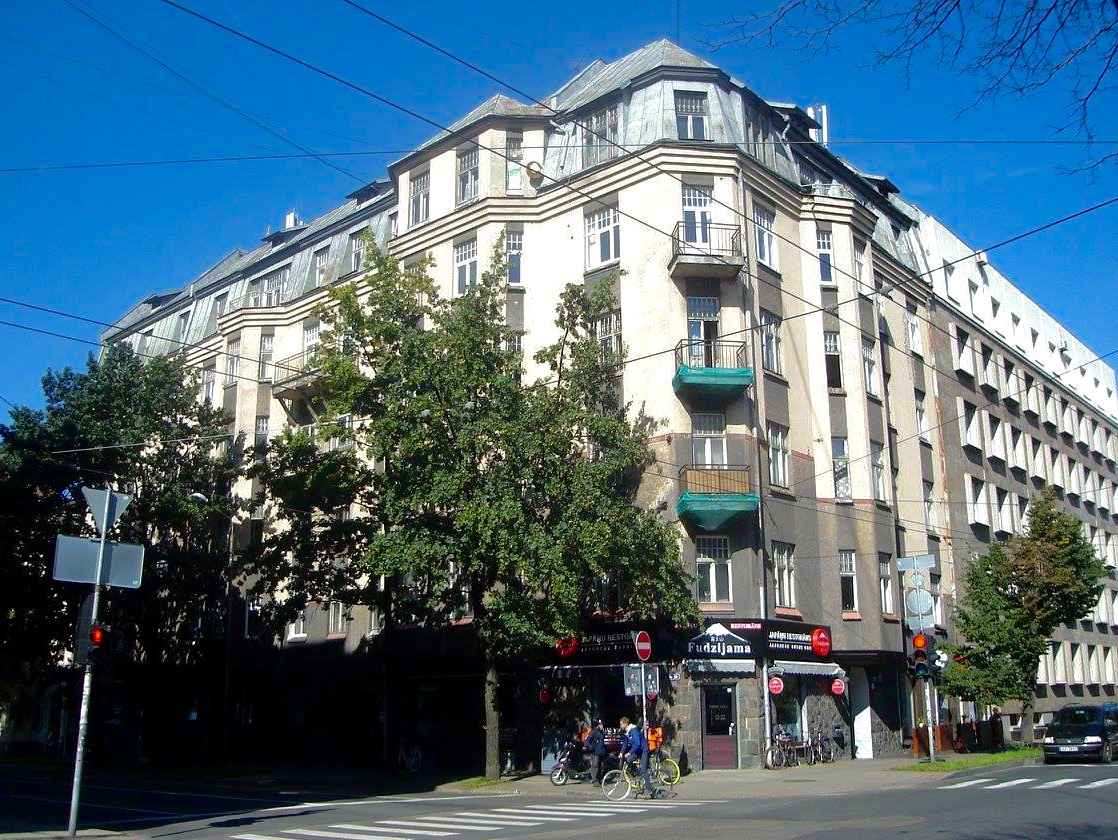
Штаб-квартира Arcos у Ризі за адресою Valdemara 61 (1923)

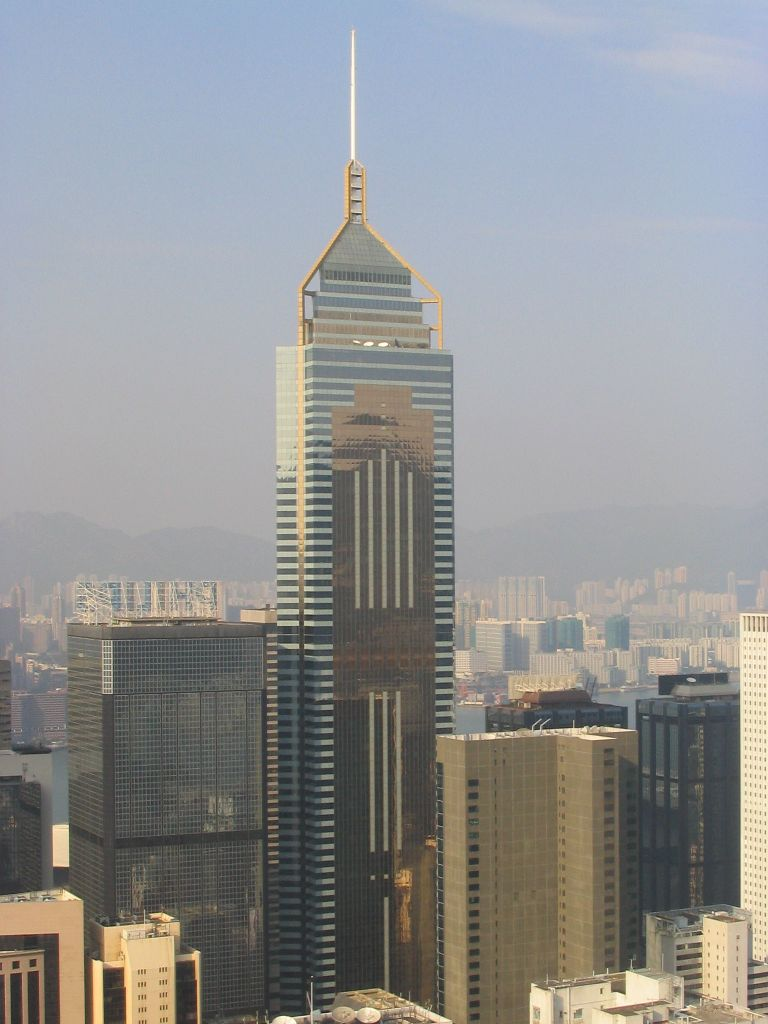
Central Plaza – штаб-квартира Arcos в Гонконзі

Almas Tower – штаб-квартира Arcos в Дубаї

## Походження
Всеросійське кооперативне товариство, Лтд., розпочало свою діяльність у Лондоні в жовтні 1920 року. Назва «Аркос» є акронімом, що походить від офіційної назви компанії: All-Russian Co-operative Society, хоча в у сучасній пресі назву зазвичай пишуть з великої літери, як і власне ім’я (тобто «ARCOS»).
Аркос було засновано як офіційне агентство з купівлі-продажу радянського уряду у Великій Британії і була британською компанією, що діяла за британським законодавством, хоча всі акціонери були радянськими громадянами.
Протягом календарного 1920 року компанія Arcos здійснила покупки на суму 1 970 000 фунтів стерлінгів, причому оплата за покупки здійснювалася золотом через місто Реваль (тепер відоме як Таллінн) в Естонії. Протягом перших 8 місяців 1921 року компанія закупила додатково продукцію на суму 3 650 000 фунтів стерлінгів. Головними серед її покупок були продукти харчування, тканини та вугілля, хоча також була отримана досить обмежена кількість сільськогосподарської техніки. Компанія також була каналом для продажу російської продукції на суму понад 300 000 фунтів стерлінгів до серпня 1921 року, в основному льону, а також деревини, марганцю та хутра.

## Пароплавна компанія «Аркос»
16 березня 1921 року було підписано угоду про створення британсько-радянського пароплавства «Аркос» (Arcos Steamship Company), кораблі якого ходили під прапорами обох країн. Пізніше компанія була перейменована в Anglo-Soviet Shipping Co. Ltd., діяла до 2000 року. Розташовувалася в Лондоні, в Beatley House на Mason's Ave, Coleman St.

## Arcos Bank
29 травня 1923 року правління Arcos вирішило заснувати власний банк для здійснення фінансових операцій організації. Згідно з цим рішенням 5 липня 1923 року було засновано Arcos Banking Corporation, Ltd. – широко відомий як Arcos Bank – із 250 000 фунтів стерлінгів обіговим капіталом. Arcos Bank був окремою юридичною особою і нібито діяв незалежно від торгової компанії Arcos. Усі кошти, задіяні в імпорті чи експорті товарів Радянського Союзу, повинні були контролюватися цією новою установою.
На додаток до переказу коштів, що використовуються в імпортній та експортній торгівлі, Аркос Банк випускав дорожні чеки для тих, хто відвідував СРСР. Вони мали бути сплачені новими червінцями, забезпеченими золотом, у будь-якому державному банку Радянського Союзу. 
Відповідно до його фінансового звіту, протягом перших 6 місяців роботи Arcos Bank сприяв діяльності на суму приблизно 100 000 000 фунтів стерлінгів.
У 1925 році банк змінив назву на Банк російської торгівлі, а в 1932 році його перейняв Московський народний банк.

## Шпигунство
Підозри МІ-5, що Аркос діє як організація прикриття для шпигунської діяльності, вперше виникли у 1925 році, коли Джон Оттевей простежив за підозрюваним до офісу в Моргейті. Підозрюваний, за яким стежив Оттевей, Волтер Дейл, потім пішов до офісу Federated Press, контрольованої комуністами інформаційної агенції американської робітничої преси, яка слугувала журналістським прикриттям для лівого шпигунства у Великій Британії. МІ5 прослуховувала телефонні лінії Federated Press, що виявило безліч дзвінків не лише Аркосу, але й підозрюваним радянським розвідникам, а перехоплення його пошти виявило копії засекречених французьких депеш.

### Справа Аркоса 1927 року
31 березня 1927 року SIS (тобто МІ-6) передала МІ-5 докази, отримані від інформатора в Аркосі, що Аркос незаконно придбав і скопіював секретний посібник з навчання зв'язківців з військової бази в Олдершоті. Британська спецслужба також мала свідчення, що в підвалі Мургейт,49 містився фотоапарат, призначений для фотографування викрадених секретних документів.
О 16:20 12 травня 1927 року велика група поліцейських у формі та в цивільному увійшла до штаб-квартири Arcos та радянської торгової делегації, розташованої за адресою Moorgate, 49 у Лондоні, відомої як Російський дім або Радянський дім. Поліція захопила телефонну станцію, затримала всіх працівників і провела ретельний огляд документів у приміщенні. Була залучена бурова техніка, щоб відкрити замкнені приміщення та сейфи. Вони негайно пішли до підвалу, про який їм натякнули, знайшли численні секретні документи, виявили, що там встановлено численні засоби захисту від проникнення та повідомлення про заборону входу, чому працівники не мали задовільного пояснення.
Було виявлено таємну кімнату з шифрами, в якій не було дверної ручки, і туди можна було потрапити лише за допомогою ключа, де працівники поспіхом займалися спалюванням паперів. Потім почалася бійка, коли поліція намагалася вирвати у співробітників папери, що залишилися. Потім начальник цієї кімнати спробував покласти в кишеню список, який, під час перевірки, охоплював адреси, що використовуються для таємного спілкування з комуністичними партіями Північної та Південної Америки, Африки та Австралазії. Під час розслідування з будівлі було вилучено значну кількість документів. Рейд і подальший дипломатичний інцидент згодом стали відомі як справа Аркоса.
Наступного дня радянське посольство вручило офіційну ноту протесту, наголошуючи на незаконності рейду на штаб-квартиру Аркос. Радянський уряд зазначив, що голова торговельної делегації п.Хінчук захищений дипломатичним імунітетом згідно з англо-радянською торговою угодою від 16 березня 1921 року.
Намагаючись виправдати наліт на Аркос, прем’єр-міністр Стенлі Болдуін зачитав вголос у Палаті громад кілька розшифрованих телеграм, зокрема в одній із згадок про агента Комінтерну Михайла Бородіна, які доводили провину СРСР у шпигунстві. Болдуін визнав, що ці телеграми не були отримані під час рейду в Аркос, але заявив, що вони є доказом того, що Радянський Союз використовував організацію для проведення «військового шпигунства та підривної діяльності по всій Британській імперії, на Півночі та Півдні Америки». У результаті цього Радянський Союз, тепер знаючи, що британські секретні служби перехоплювали їхні повідомлення, змінив свої шифри для всіх дипломатичних повідомлень. Вони прийняли практично незламну систему одноразового блокнота, таким чином позбавивши можливості британського GC&CS розшифровувати будь-які радянські повідомлення високого класу з 1927 року до кінця Другої світової війни.
Британія розірвала дипломатичні та економічні зв'язки з Радянським Союзом невдовзі після інциденту наприкінці травня 1927 року, що ознаменувало кінець англо-радянської торговельної угоди, а Радянський Союз охопив страх перед війною.
Незважаючи на широкий розголос нальоту на Аркос, а також людські ресурси і час, витрачені на операцію, практичної користі від неї було мало. Історик Луї Фішер зазначив про рейд на Аркос:
Він не розкрив нічого, що було б невідомо раніше, і не зміг надати дуже важливі документи військового відомства, крадіжка яких, за чутками, послужила приводом для рейду. Офіційна «Біла книга», що містить документи, знайдені під час рейду, справді була слабким доказом і не призвела до арештів чи звинувачень у незаконній чи підривній діяльності російських чи британських підданих.
За шість років свого існування "Аркос" здійснив приблизно 100 000 000 фунтів стерлінгів у торгівлі між Великою Британією та Радянським Союзом.
У 1929 році зв'язки були відновлені, в тому числі і робота компанії, але все більше угод довірялося не їй, а Торговому представництву СРСР у Великій Британії. Сама компанія знову припинила діяльність у 1937 році і подальший товарообмін здійснювався через те ж представництво.

## Президенти
1930–1931 — Сол Брон

## Штаб-квартира
Аркос розташовувався в Лондоні, у будівлі на Мургейт-стріт, 49, відомій як Російський дім або Радянський дім, де також знаходилося Торговельне представництво СРСР (Торгпредство СРСР), потім у Bush House, Aldwych (1935), а також у філіалах у низці міст Великої Британії. Були також створені філії:
- у Парижі — представництво/філія у будівлі (за проектом Жоржа Руссо) 1909 року за адресою rue d'Astorg, 17 (1922-1925).
- у Нью-Йорку — Arcos-America Inc. на вул. Свободи, 136 (1923-1924), згодом перетворена на компанію "Амторг" (1924-)
- у Ризі — Представництво акціонерного товариства "Аркос" у будинку 1909 р. (арх. Х. Тімерс) на вул. Миколаївській, нині К. Valdemāra iela 61 (1923-1927).
- у Константинополі — Контора Аркоса на вулиці Воєводи Каддесі, тепер Банкалар Каддесі (1923).
- у Палестині — Палестинське агентство акціонерного товариства "Аркос" в Яффі (1923-1926)
- в Єгипті в Олександрії — Делегація (1924-1926)
- у Бейруті — Представництво (1925-1926)

У Москві — Генеральне агентство акціонерного товариства "Аркос" в СРСР (Генаркос) діяло в колишніх приміщеннях з 1894 року (арх. Борис Фрейденберг) торгового дому, Московського купецького банку, Народного комісаріату зовнішньої торгівлі СРСР (рос. Народный комиссариат внешней торговли НКЗТ), Загального відділу ЦК КПРС, нині входить до комплексу споруд Адміністрації Президента Росії на Старій площі, 2 (1923), у готелі "Національ" 1903 року на Тверській вулиці, 1 (1924), Манежній вулиці, 21, потім у спеціально збудованій у 1927-1928 роках офісній будівлі на вулиці Іллінка, 11/10 (арх. В. М. Маджат); а також мережа представництв у СРСР, наприклад, офісна будівля "Національ" на Тверській вулиці.
- у Москві — Московська контора акціонерного товариства "Аркос" (Мосаркос, 1922-1927),
- у Петербурзі — Акціонерне товариство "Аркос" у Лондоні, Петроградська/Ленінградська контора), на вул. Карамзіна/Л.Коровіна 1848 р. (арх. Г. Боссе) на вул. Велика Морська, 55 (1923 р.), у будинку Фаберже 1900 р. (арх. К. Шмідт) на вул. Б. Морська, 24 (1924-1925 рр.),
- у Харкові — у палаці А. Смоленської 1903 року (арх. Ф. Кондратьєв) на вулиці Римарській, 24  (1923).
- в Одесі — Всеросійське кооперативне акціонерне товариство - АРКОС, у будинку Маразлі/готелі "Європейському" 1835 р. (арх. Ф. Боффо) на вул. Пушкінській, 2 (1924-),
- в Севастополі — Кримське представництво акціонерного товариства "Аркос".
- в Тбілісі (проспект Руставелі, 38) (1923).
- в Омську — Омське районне відділення Всеросійського кооперативного акціонерного товариства "Аркос" (1936).

## Аркос сьогодні
У 1994 році підприємство було відновлено, але його діяльність обмежувалася лише оптовою торгівлею металами та металевими рудами. Його власником є Alrosa Co Ltd з Москви та Мирного, найбільший алмазодобувник країни. До нього також входять компанії Arcos в Антверпені, Дубаї, Гонконзі, Нью-Йорку та Рамат-Гані в Ізраїлі.
В даний час Arcos Ltd. все ще знаходиться в Лондоні — в Вестфілді за адресою 32 Westhill Highgate (-1993), 18-20 Grafton St. (1993–1997), у Lincoln House на 300 High Holborn (1997–1999), у Kingsway House на 103 Kingsway (1999–2006), на 86 Hatton Garden (2006–2016), у Tallis House на 2 Tallis St. (2016-2019) та на вул. Фаррінгдон, 25. (2019-).

## Інші радянські компанії у Великій Британії
Між війнами у Великій Британії діяла низка інших радянських торговельних компаній, зокрема:
- Російсько-британська компанія з експорту зерна (1923-)
- Russian Wood Agency Ltd, Лондон, Moorgate House, 153 Moorgate (1923-2020), російська компанія з торгівлі деревиною
- Russangloles Ltd. (1922-), російсько-англійська лісоторговельна компанія
- Russhollangloles (рос. Руссголландолес) (1922-), російсько-голландська лісоторговельна компанія
- Russnorvegloles (рос. Русснорвеголес) (1923-), російсько-норвезька лісоторговельна компанія
- Dvinoles Export Ltd. (Двінолєс Експорт Лімітед) (1922-), російсько-латвійська компанія з торгівлі деревиною.
- The Russian Bristle Export Co. Ltd. (1923-), російська компанія з експорту щетини
- The Central Flax Growers’ Association (Центральна асоціація льонарів), Лондон, 40 Finsbury Pavement
- The Selosoyus Ltd, Лондон, 300 High Holborn (1921-), представник російських спілок - сільськогосподарського кооперативу "Сільський союз" та молочного кооперативу "Маслоцентр
- Russian Oil Products Ltd, Лондон, Мургейт (1924-2018), Російське товариство нафтопродуктів.
- Textile Syndicate (Текстильний синдикат) (1924-)
- Ukraine Co-operative Ltd. (Кооператив "Україна"), Лондон, Hazlitt House, Southampton Buildings
- Kniga (England) Ltd, Лондон, Сент-Брайдс-хаус, Солсбері-сквер, Фліт-стріт (1924-), книжкова торгівля
- Masloexport Agency (1924-), агентство з експорту масла з Сибіру
- The London Agency of the State Trust „Russian Samotsvety” (Лондонське агентство державного тресту "Російські самоцвіти"), Лондон (1923-), агентство з експорту дорогоцінних каменів
- The Union of the Siberian Creamery Associations (Союз сибірських маслоробних товариств), Лондон, Eastcheap, 59
- The Union of the Siberian Co-operative Unions „Zakupsbyt” (Союз сибірських кооперативних спілок "Закупзбут"), Лондон, Мургейт-Холл, 83 Фінсбері Певендж, 83 Finsbury Pavement
- Moscow Narodny Bank Limited (Московський народний банк Лімітед), Лондон, Finsbury Pavement

## Зовнішні посилання
- Вирізки про всеросійську кооперацію у 20th Century Press Archives[en] із ZBW[en]